# Bartłomiej Starszy
Bartłomiej (I) Starszy (ur. w okr. 1150–1160, zm. po 19 listopada 1219) – XIII-wieczny możny pomorski, członek rodu Świętoborzyców.
Syn kasztelana szczecińskiego Warcisława II Świętoborzyca. Wymieniony został na liście świadków fundacji klasztoru w Białobokach z roku 1208 oraz konfirmacji dóbr klasztoru eldeńskiego z 1218. Zmarł prawdopodobnie podczas wyprawy księcia dymińskiego Kazimierza II (według tradycji nowożytnej, także ojca) do Palestyny w 1219.
Identyfikowany jest z kasztelanem choćkowskim Bartoszem, wspomnianym jako świadek przy nadaniu i konfirmacji dóbr klasztoru grobskiego z roku 1216. Ponieważ imię Bartosz jest skróconą formą imienia Bartłomiej, przypuszcza się, że Bartłomiej z rodu Świętoborzyców otrzymał kasztelanię choćkowską po odzyskaniu jej z rąk księcia rugijskiego Jaromara I na przełomie 1215/1216.